# 祁官绅
祁官绅（1914年11月5日—1998年2月21日），亦有来源作祁光紳，越南共和國醫生、外交官，曾任越南共和國駐寮國大使。

## 生平
1914年11月5日，祁官紳出生於越南乂安省榮市社。:734
祁官紳曾出任越南共和國駐寮國大使。:7341962年寮國與北越建交後，越南共和國政府召回了祁官紳大使，以表示對寮國承認北越的抗議。
1963年9月，衛生部任命祁官紳爲順化中心醫院院長。:734
1998年2月21日，祁官紳在美國馬薩諸塞州伍斯特逝世。

## 個人生活
祁官紳是天主教徒，已婚，育有五個子女（1974年）。:734